# Viscosímetro de Ostwald

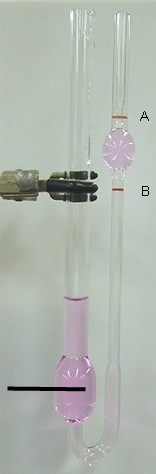
El viscosímetro de Ostwald mide la viscosidad de un fluido con una densidad conocida.

El viscosímetro de Oswald es el más antiguo de los viscosímetros capilares de vidrio. Se nombra en honor del químico alemán del Báltico Wilhelm Ostwald (1853-1932), que fue quien lo ideó.
Como ocurre en general en este tipo de viscosímetros la fuerza impulsora es la gravedad.
Este viscosímetro ha padecido diversas modificaciones dando lugar al viscosímetro Canon-Fenske.